# Comuna Sâg, Sălaj
Sâg (în maghiară: Felsőszék) este o comună în județul Sălaj, Transilvania, România, formată din satele Fizeș, Mal, Sâg (reședința), Sârbi și Tusa.

## Așezare
Comuna Sâg este situată în partea sud-vestică a județului Sălaj, la contactul Munților Plopișului cu Depresiunea Silvaniei, respectiv cu Depresiunea Plopișului. Satele Fizeș și Sâg sun în partea de nord-vest acomunei, Mal în partea de est la intrare dinspre Bănișor până la granița cu județul Cluj, Sârbi este încadrat de satele Mal, Sâg și Tusa, având cel mai mic teritoriu și satul Tusa, cu cel mai mare teritoriu este poziționat de-a lungul drumului județean Nușfalău-Ciucea, până la hotarul cu județele Cluj și Bihor.

## Demografie
Componența etnică a comunei Sâg
     Români (78,79%)
     Romi (16,34%)
     Slovaci (2,2%)
     Alte etnii (0%)
     Necunoscută (2,68%)
Componența confesională a comunei Sâg
     Ortodocși (83,84%)
     Penticostali (5,51%)
     Martori ai lui Iehova (3,4%)
     Romano-catolici (2,14%)
     Greco-catolici (1,17%)
     Alte religii (0,93%)
     Necunoscută (3,01%)
Conform recensământului efectuat în 2021, populația comunei Sâg se ridică la 3.324 de locuitori, în creștere față de recensământul anterior din 2011, când fuseseră înregistrați 3.276 de locuitori. Majoritatea locuitorilor sunt români (78,79%), cu minorități de romi (16,34%) și slovaci (2,2%), iar pentru 2,68% nu se cunoaște apartenența etnică. Din punct de vedere confesional, majoritatea locuitorilor sunt ortodocși (83,84%), cu minorități de penticostali (5,51%), martori ai lui Iehova (3,4%), romano-catolici (2,14%) și greco-catolici (1,17%), iar pentru 3,01% nu se cunoaște apartenența confesională.

## Politică și administrație
Comuna Sâg este administrată de un primar și un consiliu local compus din 13 consilieri. Primarul, Nicolae-Sebastian Peștean[*], de la Partidul Național Liberal, este în funcție din 1 noiembrie 2024. Începând cu alegerile locale din 2024, consiliul local are următoarea componență pe partide politice:
|  | Partid                          | Consilieri | Componența Consiliului | Componența Consiliului | Componența Consiliului | Componența Consiliului |
|  | ------------------------------- | ---------- | ---------------------- | ---------------------- | ---------------------- | ---------------------- |
|  | Partidul Național Liberal       | 4          |                        |                        |                        |                        |
|  | Partidul Social Democrat        | 4          |                        |                        |                        |                        |
|  | Partidul PRO România            | 2          |                        |                        |                        |                        |
|  | Alianța pentru Unirea Românilor | 2          |                        |                        |                        |                        |
|  | Uniunea Salvați România         | 1          |                        |                        |                        |                        |

## Istoric
Din atestările documentare ale așezărilor la nivelul comunei, în intervalul dintre secolul al XIII-lea și secolul al XIV-lea, săpăturile arheologice aduc dovezi materiale ale unor locuiri mult înainte, astfel, în satul Sâg s-a descoperit un tezaur monetar datat în epoca bronzului. Satul Sâg este atestat documentar în anul 1257 sub denumirea de Terra Szek, Tusa în anul 1341, Sârbi în anul 1481, Mal în anul 1454 și Fizeș în anul 1341.
Biserica de lemn din Sârbi a fost ridicată în anul 1707. Pictura a fost realizată de Dumitru Ispas din Gilău, în 1824.
Biserica de lemn din Tusa cu hramul "Sf. Arhangheli", a fost construită la sfârșitul secolul al XVII-leasecolului al XVII-lea, din lemn masiv și bine conservată.

## Economie

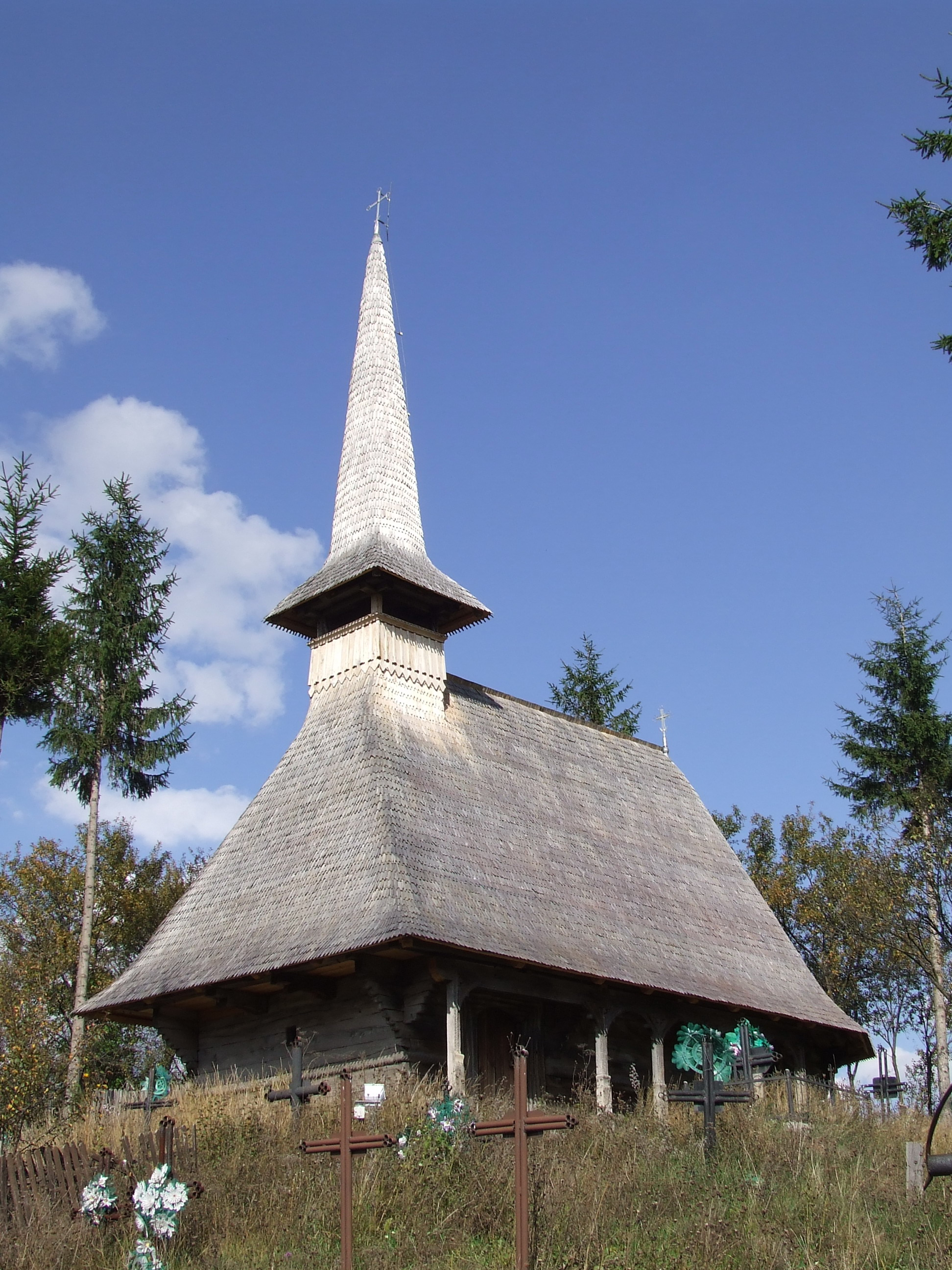
Biserica de lemn din Tusa

Economia comunei este predominant agricolă, bazată pe cultura plantelor și creșterea animalelor, exploatarea fânețelor și pomicultură. În prezent, pe cursul râului Barcău, la Tusa, se construiește o nouă păstrăvărie ce va avea ca scop creșterea și comercializarea peștelui în cantități industriale, spre deosebire de cea veche, ce satisfăcea doar piața locală și zonele apropiate.

## Atracții turistice
- Biserica de lemn "Sfinții Arhangheli Mihail și Gavriil" din satul Sârbi, construcție secolul al XVIII-lea, monument istoric
- Biserica de lemn "Sfinții Arhangheli Mihail și Gavril" din satul Tusa, construită în secolul al XVIII-lea, monument istoric
- Rezervația peisagistică Tusa-Barcău
- Păstrăvăria de la Tusa

## Personalități născute aici
- Florian Mărcuș (1819 - 1900), politician.
- Cornel Brudașcu (1937-), artist plastic[7]